# Кинотеатры Сыктывкара
Кинотеатры Сыктывкара - перечень действующих и закрытых кинотеатры города Сыктывкара (до 1930 года – Усть-Сысольск).

## История

### Первый киносеанс
16 августа 1905 в усть-сысольском Народном доме состоялся первый киносеанс. Показали французскую комедию «Погоня за женихом». Необычное зрелище собрало полный зал. Кто-то из местной интеллигенции переводил с французского надписи.
«Письмо уездного исправника к учителю-инспектору усть-сысольского городского училища»:

В здании Усть-Сысольского Народного дома показывались приезжим в г. Усть-Сысольск на один сеанс, мещанином г. Глазова Вятской губернии Владимиром Михайловичем Платуновичем, живые движущиеся и световые картины кинематографа... Сеанс был омрачен присутствовавшим на нём учителем городского училища М. Ф. Лебедевым, который был в нетрезвом виде, причём нарушал общественный порядок и тишину, выразившуюся в том, что громко говорил и делал замечания: что «картины надо ставить выше» или «ниже, ничего не видно», что «этот шантаж и таких шантажистов не надо допускать Полиции позволять ставить такие картины», каковые замечания повторялись им беспрерывно до конца сеанса. На замечание полицейского надзирателя, что нарушать общественный порядок нельзя, он все-таки продолжал, чем останавливал рассказ публике о содержании картин и видов на сукне...

Из документа следует, что В.М. Платунович – первый известный киномеханик-любитель в Коми крае.
Всего в 1905 году под дирекциями Платуновича и Левандовского было проведено четыре кинематографических сеанса.

### Первый киномеханик
Первый профессиональный киномеханик Усть-Сысольска – Николай Петров, начал трудовую деятельность после Гражданской войны. Родился в 1894 году. В детстве бывал в московском кинотеатре «Милан» на показах кино. В 16 лет стал учеником, а затем киномехаником в Рославле Смоленской губернии. В 1916 году Николая призвали в армию, где он попал в германский плен. Сбежал через два года. В 1919 году приехал к брату в Усть-Сысольск и поступил электриком на строящуюся электростанцию. В 1920 году мобилизовался в Красную армию и во время нахождения части в Усть-Сысольске начал работать киномехаником. После демобилизации остался в кинотеатре. С 1933 года – первый в Коми киномеханик-звуковик. С 25 ноября 1943 – технорук горкинотеатра. Стаж работы – 45 лет. Его дело продолжила дочь.
Украшенное медными канделябрами пианино фирмы Julius Gustav Feurich из Лейпцига, на котором играли в довоенном горкинотеатре, после списания попало в дом Николая Петрова, получившего инструмент взамен премии. Хранилось в семье его дочери.

### Хронология
С 1918 года в клубе коммунистов «Звезда» начинается регулярный показ кинокартин. В Усть-Сысольском уезде имелось три кинопередвижки.
1923 год – открыт первый в Коми области постоянный кинотеатр в специально отстроенном для этого деревянном здании на перекрестке ул. Трудовой (с 1940 – ул. Куратова) и ул. Набережной (после 1934 – ул. Кирова), возле Народного дома, напротив здания духовного училища. В нём горожане смогли впервые увидеть советские фильмы «Чапаев», «Семеро смелых», «Александр Невский», «Ленин в октябре», «Кубанцы», «Путёвка в жизнь», «Джульбарс», «Дети капитана Гранта», трилогию о Максиме и комедии Александрова. В 1920-е годы демонстрировались только немые фильмы в сопровождении тапёра. В фойе перед сеансами по вечерам играл струнный оркестр из мальчиков и девочек 8-14 лет, под руководством ссыльного Бориса Васьянова. В буфете торговала выпечкой домашнего приготовления буфетчица Людмила Попова. Этот кинотеатр сгорел в декабре 1939 года. Сейчас на этом месте располагаются аттракционы Кировского парка.
В 1920-1950-х рядом с кинотеатром находился летний театр, похожий на большой сарай, где была ещё одна киноустановка и также демонстрировались фильмы. Все фильмы сопровождались игрой на скрипке и пианино. Здесь показали фильмы «Капитанская дочка», «Булат батыр», «Дон Диего и Пелагея», «Танька-тракторщица», «Кастусь Калиновский», о жизни золотоискателей «Лихое золото» и германский спортивный фильм «Путь к силе и красоте».
13 февраля 1929 – выходит одна из первых кинокартин о Коми крае – «Охота и оленеводство в области Коми».
1 ноября 1929 – в город прибыла экспедиция Союзкино под руководством Н. Лебедева. Съёмки документального фильма «Советский Север» начали с Усть-Сысольска и окрестных сёл.
Май 1930 года – Сыктывкар посетил представитель кинотреста «Востоккино» Аноныкин, заявивший о начале производства двух фильмов: художественного «Домна Каликова» и документального «Лесозаготовки в Северном крае». В городе при областном отделе народного образования создана «Группа содействия «Востоккино».
1932 год – в Сыктывкаре появляется аппаратура для звукового кино.
Лето 1936 года – гастроли плавучего клуба им. Антона Карманова со звуковым киностационаром, радио и библиотекой.
Август 1936 года – в городе прошёл областной кинофестиваль.
1937 год – началось строительство нового кинотеатра на месте снесённого подворья монастыря на углу ул. Рабочей (с 1940 – ул. Бабушкина) и ул. Ленина.
30 января 1937 – премьера звукового фильма «Заключённые» в 10 частях, производство «Мосфильм».
Май 1939 года – фильм «Человек с ружьём» за неделю посмотрели 8910 человек (в т.ч. 1605 детей), «Александр Невский» за восемь дней – 10 854 человек (в т.ч. 2448 детей), «На границе» за восемь дней посмотрели 9927 человек (в т.ч. 2690 детей) и фильм «Выборгская сторона» за неделю – 8310 человек (в т.ч. 2160 детей).
Март 1940 года – открыт кинотеатр «Родина» на 300 мест, в городе в это время работало 11 киноустановок.
Сентябрь 1940 года – в Управлении кинофикации при Совете народных комиссаров Коми АССР прошло I республиканское совещание-семинар для повышения квалификации начальников райотделов кинофикации, с призывом улучшить рекламу фильмов.
В 1940-х средний житель города за год ходил в кино 14 раз. Летом проводились детские кинофестивали, открывался кинотеатр в Кировском парке, а в дни каникул работали киноустановки в Доме пионеров и в школах № 2 и № 14. В годы войны фильмы показывали и в драмтеатре.
Во время Великой Отечественной войны, с 11 июля 1941, был установлен новый режим работы горкинотеатра. В будни шло два детских сеанса (в 14:45 и 16:30) и три взрослых (18:45, 20:30, 22:15). В выходные – два детских (12:45, 14:30) и четыре взрослых (16:15, 18:45, 20:30, 22:50). С февраля 1941 года детский билет стоил от 50 до 75 копеек. В месяц показывали до 10 новых фильмов. В 1943 году начало сеансов было в 14:30, 16:30, 18:45, 20:30, 22:15, а с 15 марта 1944 сеансы в 18:00, 19:45, 21:30 и в 23:00.
В 1943 году в период сева и сплава для обслуживания колхозников и рабочих Коми АССР было организовано девять специально оборудованных фургонов и один киноагиткатер, которые провели 245 киносеансов. Совет народных комиссаров Коми АССР обязал к концу 1944 года довести региональную киносеть до 123 киноустановок, а в Сыктывкаре организовать киноремонтную мастерскую и подготовить на курсах киномехаников 100 человек.
С января 1944 года для студентов города при пединституте открыли студенческий кинотеатр. Начало сеансов в нём было с 22 часов.
В 1945 году работал кинотеатр в Доме пионеров, стационары в клубах Лесозавода и Затона «Красный водник», две кинопередвижки, обслуживавшие ближайшие районы.
4 января 1945 – в клубе сыктывкарского лесозавода начался городской кинофестиваль для молодёжи.
В 1946 – 1953 годах городские учреждения кино подчинялись Управлению кинофикации при Совете министров Коми АССР, с 1953 – Сыктывкарскому городскому отделу культуры.
12 января 1947 года в «Родине» случился пожар – во время показа фильма «Сын полка» загорелась киноплёнка в аппарате. В зале началась паника, и в темноте сбили с ног четверых детей. В 1950-е годы пожароопасную нитроцеллюлозную плёнку перестали выпускать.
Октябрь 1951 года – в фойе кинотеатра «Родина» впервые организован просмотр киножурналов перед началом сеанса.
1953 год – построено здание кинотеатра «Октябрь».
В 1955 году работало 14 киноустановок (без кинотеатров).
Январь 1955 года – первый в Коми АССР фестиваль кинофильмов Китайской народной республики: «Смелая разведка», «Отрубим лапу дьяволу», «Драконов ус», «Срочное письмо».
К 1960 году киносеть города составляла 28 киноустановок, из них 2 кинотеатра и 2 установки в пригороде.
В апреле 1961 года рядом с кинотеатром «Родина» и на перекрёстке ул. Куратова и ул. Советской был показан фильм «Великое предвидение» о К. Э. Циолковском и освоении космоса.
Во второй половине 1960-х в городе построили 3 широкоэкранных кинотеатра: «Строитель», «Луч», «Волна».
В 1971 году в городе действовали 5 кинотеатров, 34 киноустановки Госкино и 5 профсоюзных киноустановок.
29 октября 1974 – открыт широкоформатный кинотеатр «Парма» на 800 мест.
В 1991 году в городе было 32 киноустановки с платным показом фильмов.
8 – 2 апреля 2002 года прошёл правозащитный кинофестиваль «Сталкер».

## Кинотеатры

### Клуб коммунистов «Звезда»
Торговый дом Дербенёвых, построенный в 1899-1907 годах, был национализирован в 1918. С июня 1918 по ноябрь 1919 года на первом этаже бывшего магазина размещался клуб коммунистов «Звезда», в двух помещениях которого располагались кинозал на 400 мест и библиотека с читальней на 300 мест. Второй этаж занимал Усть-Сысольский горком РКП(б).

### Кинотеатр «Родина»
Построен в 1937-1940 годах в стиле неоконструктивизма по проекту архитектора Изотова и инженера-архитектора А.Т. Ростовского, на месте снесённой церкви с колокольней, принадлежавшей подворью Троицкого Стефано-Ульяновского монастыря. Надпись «Кино-театр "Родина"» на фронтоне появилась только осенью 1950 года.
В здании по тем временам был весьма большой зал, рассчитанный на 300 мест. Девятый ряд считался литерным с местами для членов правительства и руководителей.
В год открытия кинотеатр ежедневно посещало до 1300 человек. В фойе проводили танцевальные и тематические вечера, выставки, играл оркестр. Стоимость билетов варьировалась от 50 копеек до 4-6 рублей.
В 1941 году в штате горкинотеатра состояли 23 работника и 15 оркестрантов, в т.ч. директор, старший киномеханик Николай Петров (с окладом 450 рублей), два киномеханика Ершов и Осипов (300 рублей) и ученик киномеханика (170 рублей). Киномеханики работали через день с 13 до 24 часов. В аппаратной у двух аппаратов работали по двое. С 13 до 15 часов проходила проверка технического состояния фильмов и аппаратуры, результаты которой докладывались техноруку. Ученики чистили и готовили аппаратуру.
В годы Великой Отечественной войны кинотеатр вёл работу по патриотическому воспитанию граждан – перед началом сеансов показывали военную кинохронику, кадры о подвигах тружеников тыла.
До 1945 года в фойе в стеклянных витринах располагались выставки фотографий – кадров из кинофильмов, репродукции картин русских художников, а после 1945 года – демонстрировали документальные фильмы.
Хитами конца 1930-х годов стали фильмы о подготовке к войне и борьбе со шпионами: «Глубокий рейд», «Высокая награда», «Морской пост», «Два друга», «Партийный билет».
В 1940-х здесь показывали: «Моя любовь», «Вратарь», «Минин и Пожарский», «Светлый путь», «Большой вальс», «Ошибка инженера Кочина», «Ленин в 1918 году», «Швейк против Гитлера», «Четвёртый перископ», «Пятый океан», «Возвращение» режиссёра Яна Фрида, «Яков Свердлов», «Сибиряки», «Любимая девушка». Показывали также трофейное кино – появившиеся весной 1943 года фильмы голливудского производства: «Зорро», все серии «Тарзана», американскую комедию «Три мушкетёра», «Сестра его дворецкого», «Капитан армии Свободы», «Газовый свет», «Леди Гамильтон», «Мост Ватерлоо». Фильмы начинались с белой надписи на чёрном фоне: «Этот фильм был взят в качестве трофея во время Великой Отечественной войны».
В 1960-1970-х – «Фантомас», «Генералы Песчаных Карьеров», первый советский фильм ужасов «Вий», «Искатели приключений», «А Зори здесь тихие», «Пролетая над гнездом кукушки».
В 1980-1990-х – «Тутси», «Однажды в Америке», «Данди по прозвищу Крокодил», «Маленькая Вера», «Парк юрского периода», «Страна глухих», «Брат».
В 2001 году администрация города передала здание в долгосрочную аренду холдинговой компании «Ростехгаз» из Санкт-Петербурга, которая обещала за два года превратить здание в современный киноцентр.
В 2011 году – выставлен на продажу. Сейчас в нём располагается ночной клуб.

### Кинотеатр «Октябрь»
Кинотеатр на 360 (по другой версии – на 300) мест построен в 1953 году по типовому проекту архитектора Зои Иосифовны Брод в стиле сталинского классицизма, украшенный колоннами и пилястрами ионического ордера на парадном фасаде и колоннами коринфского ордера в фойе. Над оформлением помещений работал молодой сыктывкарский архитектор И. Кусков. «Октябрь» стал вторым в городе кинотеатром, и первым зданием, построенным в этом стиле. В 1950-х в разных городах СССР было построено около ста таких кинотеатров. Открыт в январе 1954 года. Киноаппаратура была прислана заводами Ленинграда, Самарканда и других городов. Кинопроекция осуществлялась с помощью постоянного тока, что делало изображение на экране намного ярче, исключая мелькание света. Удобно был устроен зрительный зал, пол которого имел значительный наклон в сторону экрана.
Первыми зрителями в новом кинотеатре были его строители – рабочие треста «Комистрой», которым был показан новый кинофильм – «Повесть о нефтяниках Каспия».
В августе 1960 года – переоборудован в широкоэкранный. В 2,5 раза увеличилась площадь экрана. Стереофоничность звука обеспечивали девять динамиков, расположенных по всему периметру зала.
С апреля 1976 года, по решению Госкино Коми АССР, был объявлен первым детским специализированным кинотеатром республики во главе с директором Галиной Семеновной Шуктомовой. Действовали специальные программы для трёх возрастов – младшего, школьного и дошкольного, среднего школьного и для старшеклассников. Были организованы клубы по различным воспитательным направлениям – трудовому, правовому, нравственному, клубы по интересам. В мае 1982 года «Октябрь» был признан лучшим по итогам республиканского смотра – конкурса детских, пионерских и школьных кинотеатров, посвященный 60-летию пионерской организации им. В.И. Ленина.
В апреле 1994 года реорганизован в Муниципальное учреждение культуры «Центр национальных культур», задачей которого являлось поддерживать и популяризировать городские национально-культурные объединения через культурно-массовые и просветительские мероприятия.
В декабре 2004 года переименован в Муниципальное учреждение культуры «Центр досуга и кино». С декабря 2008 года – автономное учреждение. Сейчас в нём помимо различных праздников и мероприятий проходят кинопоказы классических фильмы известных режиссёров середины XX века и фильмы в жанре арт-хаус.

### Кинотеатр «Строитель»
Широкоэкранный кинотеатр на 300 мест в Эжвинском районе построен в 1964 году по типовому проекту. До 1988 года – единственный кинотеатр в Эжве. В 1970-80-х ежегодно проходило до 1100-1400 сеансов, из них 300-360 сеансов для детей. В 1985 году число посещений достигло 164,7 тысячи, затем сократилось к 1992 году до 12 тысяч. Закрыт в 1993 году.

### Кинотеатр «Волна»
Кинотеатр в поселке Краснозатонском открыт в ноябре 1965 года. В 1994 году кинопоказ был ограничен, произошло слияние клуба Сыктывкарского порта и кинотеатра «Волна», в результате чего учреждение переименовано в Дом культуры «Волна» с киноустановкой. Там стали устраивать дискотеки для детей и подростков, концерты, творческие встречи.
11 ноября 2003 – реорганизован в Муниципальное учреждение культуры «Дом культуры «Волна». С 1 января 2012 – Муниципальное бюджетное учреждение культуры «Дом культуры «Волна». Сейчас в ДК «Волна» занимается 16 творческих коллективов.

### Кинотеатр «Луч»
Кинотеатр на 200 мест открыт в апреле 1967 года в местечке Тентюково. Пользовался популярностью у жителей Тентюково и быстро застаивающегося микрорайона Орбита. Перестал работать с 1996 года, в помещениях расположился ночной клуб «Diesel», потом здание несколько лет не использовалось и было снесено летом 2017 года. На этом месте построен 16-этажный жилой дом под тем же названием «Луч».

### Кинотеатр «Парма»
Широкоформатный и самый большой городской кинотеатр советского периода открыт 29 октября 1974 на ул. Коммунистической. Зал на 800 мест. Площадь кинотеатра – 1216 кв. м. Перед зданием находился самый большой городской фонтан. Построен по типовому проекту «264-13-1» 1965 года. Проектная организация: ЦНИИЭП зрелищных зданий и спортсооружений. Архитекторы: М. Бубнов, В. Лазарев, И. Семейкин, Э. Тер-Степанов. Инженер: В. Немировский. Аналогичные кинотеатры существовали во многих городах СССР: «Космос» в Калуге (снесён в 2006 году), «Волга» в Ярославле (снесён в 2000-х), «Буревестник» в Геленджике (реконструирован), «Донецк» в Донецке (заброшен), «Современник» в Иваново (не функционирует), «Нивки» в Киеве (не функционирует), «Юбилейный» в Караганде (не функционирует), «Мурманск» в Мурманске (реконструирован), «Экран» в Новотроицке (заброшен), «Орск» в Орске (реконструирован), «Салют» (заброшен) и «им. О. Довженка» в Харькове, «Горизонт» в Чайковском (не функционирует), «Урал» в Челябинске (не функционирует), «Союз» в Алексине (реконструирован), «Дружба» в Сумах.
В конце 1980-х в кинотеатре появились игровые автоматы. На первом этаже был бар с молочными коктейлями из мороженого. В кинопрокате также показывали фильмы 18+ (например, «Империя чувств» 1976 года).
1 июля 2003 кинотеатр был закрыт на реконструкцию, обнесён забором, а в 2008 году здание снесли как непригодное для ремонта. На месте снесённого кинотеатра к 2012 году образовалась глубокая лужа. В 2015 году на этом месте был построен торгово-развлекательный центр «Парма», в котором есть кинотеатр.

### Кинотеатр «Горизонт»
«Эжтас» (с коми-зыр. — «Горизонт») – широкоэкранный кинотеатр в центре Эжвинского района, был открыт в 1988 году. Зрительный зал на 589 мест. Общая площадь здания – 1635,9 кв. м. На перламутровом киноэкране размером 12х5 метров демонстрировались 35-ти миллиметровые широкоэкранные и обычные кинофильмы с одно- и двухканальным воспроизведением звука. В 1989 году «Горизонт» провёл 2985 сеансов, обслужил 519 тысяч зрителей. В 1996 году «Горизонт» фактически потерял статус кинотеатра (менее двух сеансов в день, 5,5 тысячи кинозрителей в год) и с конца 1990-х работал как учреждение клубного типа.
В 2012 году здание бывшего кинотеатра было продано под снос компании «Промбытстрой», которая построила на этом месте 14-этажный жилой дом под тем же названием «Горизонт».

### Кинотеатр «Парма-2»
Здание Горисполкома (ныне – администрации МО ГО «Сыктывкар») построено в 1974 году. Авторы проекта — творческая группа «Сыктывкарпроекта»: А. Ракин, П. Резников, В. Залитко, главный архитектор города В.И. Сенькин.
С 2002 года в здании администрации города работал кинотеатр «Парма-2», в зале которого было установлено 442 полумягких кресла, звукопоглощающие панели. Оборудование в нём позволяло демонстрировать 35-миллиметровые широкоэкранные, кашетированные и обычные кинофильмы с одноканальной фонограммой. В конце 2009 года в зале заменили кресла. Действовал кино-бар. 25 ноября 2010 года в кинозале «Парма-2» начался показ фильмов в 3D. В марте 2013 года прекращены показы фильмов. Сейчас зал используется для официальных мероприятий, проводимых в городской администрации.

### Другие кинотеатры
В 2007 году открылся первый в городе 3D-кинотеатр «Люмьер». Два зала: первый – с кожаными диванами на десять человек, второй – с пуфиками на двадцать человек. В 2015 году собственник решил переформатировать направление и отказался от кинопоказов.
В 2009 году открылся кинозал «Винтаж» на 32 человека, в качестве мест для сидения использовались кожаные диваны. Проработал всего восемь месяцев.
2 января 2011 на запасном поле Центрального стадиона открылся кинотеатр для автолюбителей, позже переехавший на ул. Лесопарковую, на территорию бывшего звероводческого хозяйства по разведению чернобурых лис. Закрылся в феврале 2015 года.
5 марта 2011 в ТРК «РубликЪ» открылся четырёхзальный кинокомплекс «РубЛион Синема».
В 2012 году в ТРЦ «Радуга» открылся кинотеатр «Радуга 3D» с 2 залами по 76 мест, с системой объёмного звука Dolby Digital Surround THX и 3D картинкой формата DCP 2k triple со световым потоком 22000 люмен.
29 ноября 2012 в ТРЦ «Макси» открылся семизальный кинотеатр «Кронверк Синема» на 1370 мест с залом IMAX на 344 места.
26 декабря 2013 в ТРЦ «Июнь» открылся шестизальный мультиплекс «Мори Синема» на 950 мест. В трёх из шести залов кинотеатра демонстрировались фильмы в формате 3D. Закрыт с 1 ноября 2020.
В 2015 году на месте снесённого здания кинотеатра «Парма» открылся одноимённый торгово-развлекательный центр c шестизальным кинокомплексом «РубЛион Синема» на 564 места, залы которого были названы в честь городов Республики Коми: Воркута, Сыктывкар, Печора, Усинск, Инта, Ухта. Стал первым в городе с системой звука AURO 3D. Кинокомплекс был закрыт в марте 2021 года из-за долгов.
11 октября 2022 в ТРЦ «Парма» на месте закрытого кинотеатра «РубЛион Синема» был открыт новый кинокомплекс «Скай Синема» с тремя кинозалами оснащенными форматом 3D, со звучанием Dolby Digital 7.1.
Кинозал «Иллюзион» на 44 места существует с 2016 года на базе Комикиновидеопроката (основан как отделение Союзкинопроката в октябре 1937 года).

### Перспективные кинотеатры
На набережной в Кировском парке планируется обустроить концертную площадку и открытый кинотеатр.

## Списки кинотеатров
В списках представлены закрытые и действующие кинотеатры и кинозалы Сыктывкара. Они располагаются в алфавитном порядке.
Таблица:
- Название — наименование кинотеатра;
- Открыт — дата открытия кинотеатра;
- Закрыт — дата закрытия для недействующих кинотеатров;
- Архитектор — имя и фамилия архитектора;
- Залы (места) — количество залов и общее число посадочных мест в них;
- Адрес — адрес, где находится или находился кинотеатр;
- Изображение — фотография;
- Примечание — дополнительное пояснение;
- Источники — сайты и ссылки.

     Кинотеатр закрыт
     Кинотеатр временно закрыт
     Здание кинотеатра снесено
     Кинотеатр расположен в торговом центре
```
Внимание! Данный список не является полным: Вы можете добавлять в него отсутствующие кинотеатры: если это для Вас затруднительно — просто сообщите, пожалуйста, в произвольной форме об отсутствующем в списке кинотеатре на странице «Обсуждение».
```

| Название                        | Открыт          | Закрыт        | Архитектор                                          | Залы (места) | Адрес                    | Изображение | Примечание | Источники              |
| ------------------------------- | --------------- | ------------- | --------------------------------------------------- | ------------ | ------------------------ | ----------- | --- | ---------------------- |
| Автокинотеатр                   | 2 января 2011   | февраль 2015  | н/д                                                 | н/д          | ул. Лесопарковая, 1      |             | |                        |
| Винтаж                          | 2009            | 2009          |                                                     | 1 (32)       | Сысольское шоссе, 1/3    |             | |                        |
| Волна                           | ноябрь 1965     | 1994          |                                                     | 1            | ул. Корабельная, 1в      |             | Реорганизован в дом культуры. | дкволна.рф             |
| Горизонт                        | 1988            | 1996          |                                                     | 1 (589)      | ул. Мира, 22/1           |             | Снесён в 2012 году. |                        |
| Горкинотеатр в парке им. Кирова | 1923            | декабрь 1939  |                                                     | н/д          |                          |             | Сгорел в 1939 году. |                        |
| Иллюзион (АУ РК «Комикино»)     | 2016            |               |                                                     | 1 (44)       | Дырнос, 94               |             | Здание построено в 1964 году для Коми отделения Главкинопроката. Учреждение работает по предварительной договорённости. Проводятся киноклубы. | komikino.ru            |
| Кронверк Синема (ТРЦ «Макси»)   | 19 декабря 2012 |               |                                                     | 7 (1370)     | Октябрьский пр-т, 141    |             | | kinoteatr.ru/syktyvkar |
| Луч                             | апрель 1967     | 1996          |                                                     | 1 (200)      | ул. Тентюковская, 214    |             | Снесён в 2017 году. |                        |
| Люмьер                          | 2007            | 2015          |                                                     | 2 (30)       | ул. Кирова, 56           |             | |                        |
| Мори Синема                     | 26 декабря 2013 | 1 ноября 2020 |                                                     | 6 (950)      | Октябрьский пр-т, 131/3  |             | |                        |
| Октябрь                         | январь 1954     | апрель 1994   | З.И. Брод, И. Кусков                                | 1 (360)      | ул. Советская, 53        |             | Реорганизован в центр досуга и кино. | octoberkomi.com        |
| Парма                           | 29 октября 1974 | 1 июля 2003   | М. Бубнов, В. Лазарев, И. Семейкин, Э. Тер-Степанов | 1 (800)      | ул. Коммунистическая, 50 |             | Снесён в 2008 году. |                        |
| Парма-2                         | 2002            | март 2012     | А. Ракин, П. Резников, В. Залитко, В.И. Сенькин     | 1 (442)      | ул. Бабушкина, 22        |             | |                        |
| Радуга 3D                       | 2012            |               |                                                     | 2 (152)      | ул. Первомайская, 38     |             | | raduga3d.ru            |
| Родина                          | Март 1940       | 2001          | Изотов, А.Т. Ростовский                             | 1 (300)      | ул. Ленина, 54           |             | Объект культурного наследия регионального значения.                                                                                           |                        |
| РубЛион Синема (ТРЦ «Парма»)    | 2015            | март 2021     |                                                     | 6 (564)      | ул. Коммунистическая, 50 |             | |                        |
| РубЛион Синема (ТРК «РубликЪ»)  | 5 марта 2011    |               |                                                     | 4 (400)      | ул. Куратова, 73/6       |             | | rublioncinema.ru       |
| РубЛион Синема (ТРЦ «Июнь»)     | апрель 2022     |               |                                                     | 6 (950)      | Октябрьский пр-т, 131/3  |             | Открыт на месте кинотеатра «Мори Синема» | rublioncinema.ru       |
| «Скай Синема» (ТРЦ «Парма»)     | 11 октября 2022 |               |                                                     | 3 (235)      | ул. Коммунистическая, 50 |             | Открыт на месте кинотеатра «РубЛион Синема»                                                                                                   | skycinemaparma.ru      |
| Строитель                       | 1964            | 1993          |                                                     | 1 (300)      | ул. Островского, 3/1     |             | |                        |